# Kang Min-soo
Dans ce nom coréen, le nom de famille, Kang, précède le nom personnel.
Kang Min-soo (né le 14 février 1986 à Goyang) est un footballeur international sud-coréen, membre de l'équipe nationale comme défenseur du Ulsan Hyundai Football Club.

## Clubs successifs
- 2007–2008 :  Chunnam Dragons
- 2009 :  Jeju United FC
- 2010 :  Suwon Samsung Bluewings
- 2011– :  Ulsan Hyundai Football Club

## Équipe nationale
Il a débuté en équipe nationale lors d'un match amical contre les Pays-Bas le 2 juin 2007. Il totalise 31 sélections (0 but).